# Germán Real
Germán Gonzalo Real (Rosario, 17 aprile 1976) è un ex calciatore argentino, di ruolo attaccante.

## Palmarès

### Club

#### Competizioni nazionali
- Campionato boliviano: 1

Blooming: Apertura 2005
- Copa Aerosur: 1

Blooming: 2006